# Adromischus marianae

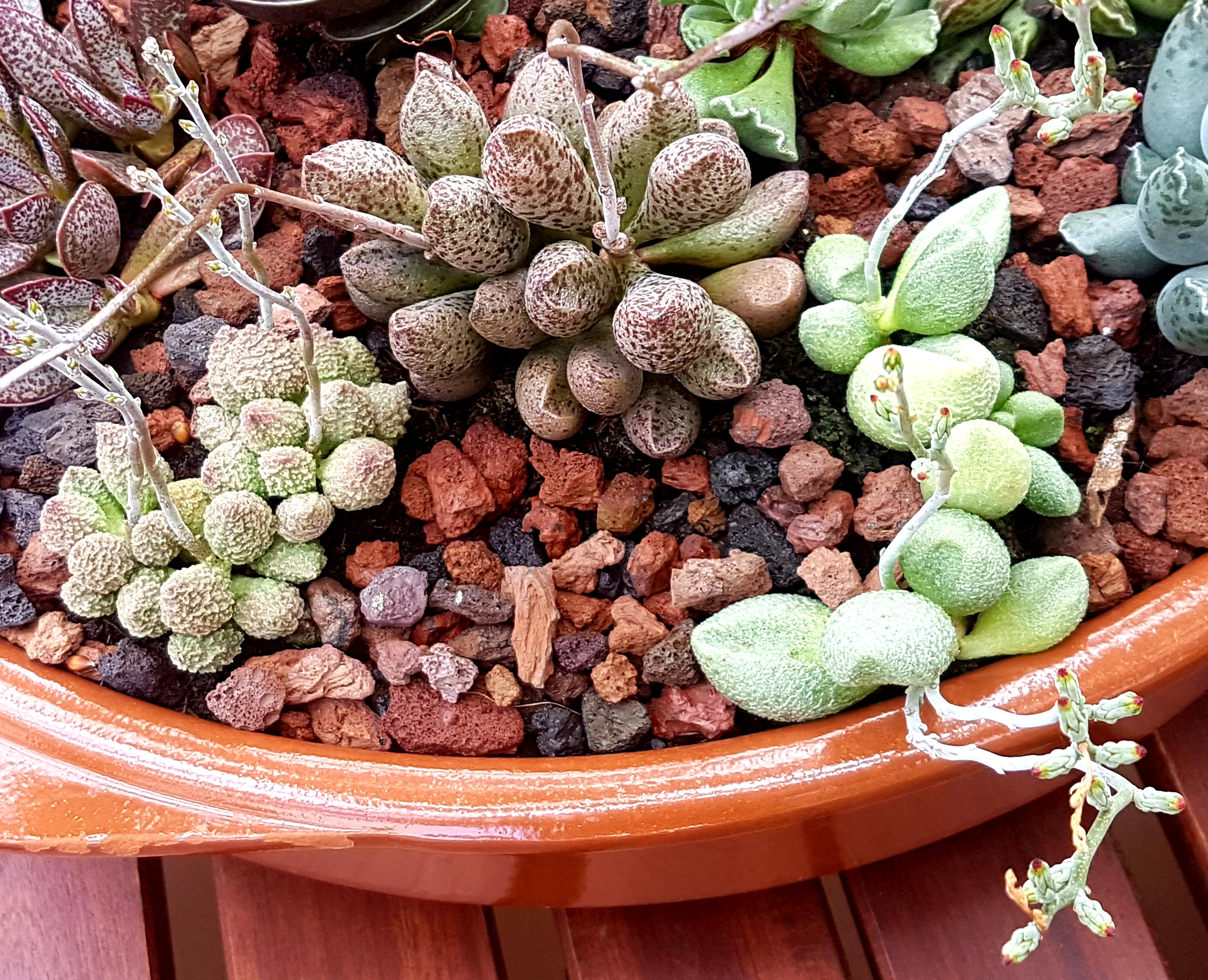
3 varietats d'A. marianae

Adromischus marianae és una espècie de planta suculenta del gènere Adromischus, que pertany a la família Crassulaceae.

## Taxonomia
Adromischus marianae A.Berger. va ser descrita per Alwin Berger i publicat en Die natürlichen Pflanzenfamilien, Zweite Auflage 18a: 416. 1930. Inicialment va ser anomenada A. marianiae.